# Ray Bonney
Raymond Leroy Bonney, detto Ray (Phoenix, 5 aprile 1892 – Ottawa, 19 ottobre 1964), è stato un hockeista su ghiaccio statunitense.

## Palmarès

### Olimpiadi
- Argento a Anversa 1920 nell'hockey su ghiaccio.